# Victor E. van Vriesland
Victor Emanuel van Vriesland (Haarlem, 27 oktober 1892 – Amsterdam, 29 oktober 1974) was een Nederlands dichter, criticus, vertaler en voorzitter van de (internationale) PEN-club.

## Biografie

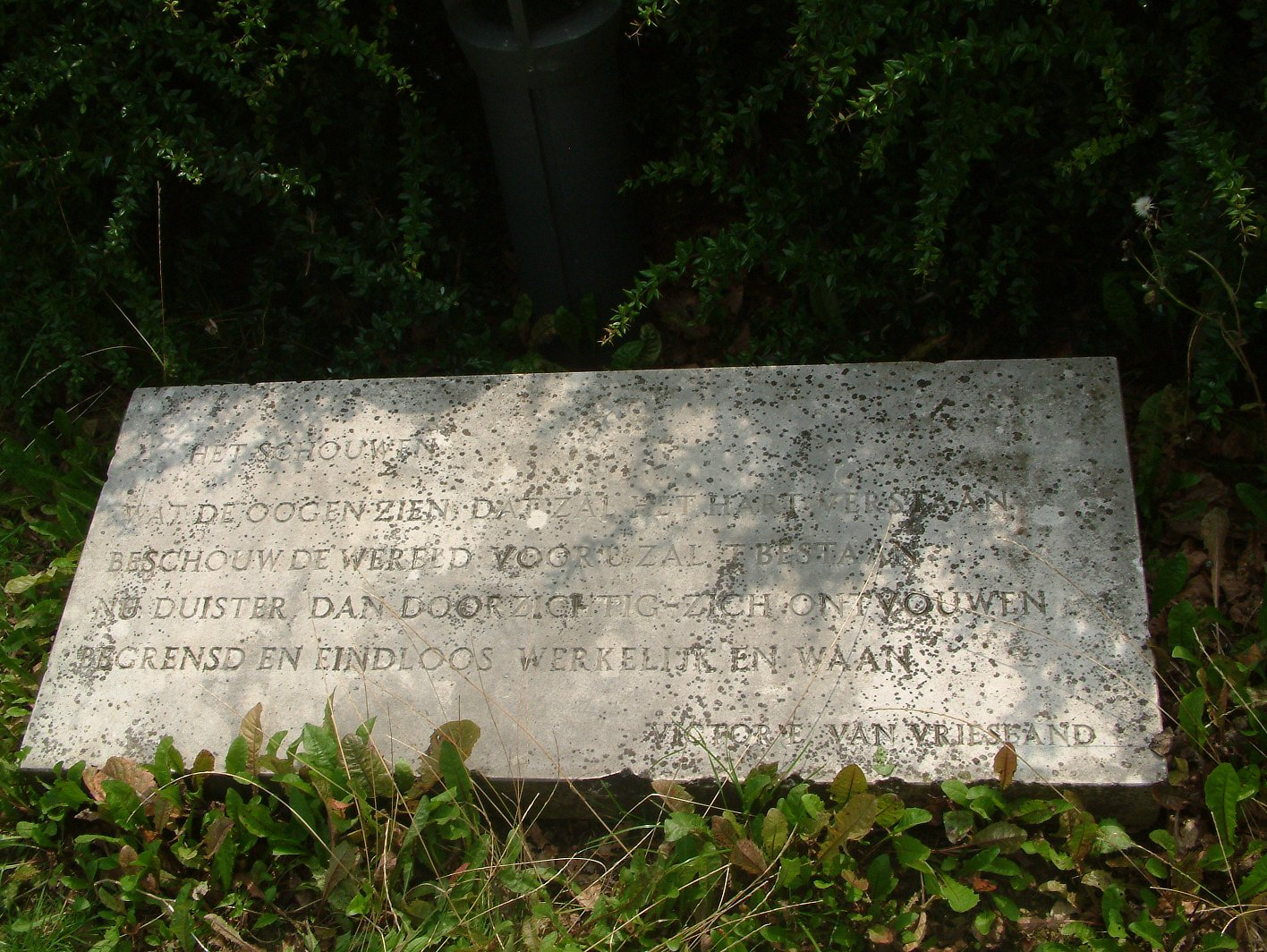
Gedichten bij Panta Rhei (Eindhoven)

### Eerste aanraking met literatuur
Van Vriesland stamde uit een welgesteld joods koopmansgezin, dat naar Den Haag verhuisde toen hij zes was. Hij bezocht het Gymnasium Haganum aan de Laan van Meerdervoort, dat toen nog Eerste Stedelijk Gymnasium heette. Daar kwam hij in aanraking met de literatuur en raakte hij onder meer bevriend met Martinus Nijhoff. Hij maakte er kennis met het werk van de Franse auteurs André Gide en Paul Valéry. Sterk beïnvloed door de poëzie van laatstgenoemde publiceerde Van Vriesland reeds op jeugdige leeftijd gedichten in Verweys tijdschrift De Beweging. Het gymnasium verliet hij zonder diploma.

### Studie
Ter voorbereiding van het staatsexamen om toelating tot de universiteit te verkrijgen, nam hij onder meer privé-lessen bij de filosoof en dichter Johan Andreas dèr Mouw, pseudoniem Adwaita, wiens werk en persoonlijkheid Van Vriesland voor diens verdere leven vormden en die hij altijd als zijn leermeester is blijven zien. Vanaf 1907 woonde hij in bij het gezin dèr Mouw aan de Laan van Meerdervoort. Na de dood van dèr Mouw in 1919 publiceerde Van Vriesland diens nagelaten gedichten, in 1934, alsmede dèr Mouws Verzamelde Werken in zes delen, 1947-51.
Intussen was Van Vriesland aan de Universiteit van Dijon Frans gaan studeren, maar door het uitbreken van de Eerste Wereldoorlog in 1914 moest hij deze studie voortijdig beëindigen. Hij kwam terug naar Nederland, trouwde met de Zwitserse Marie Huguenin Dumittan en vestigde zich in 1918 in Blaricum. Hier wijdde hij zich vol overtuiging aan de literatuur, levend van een aanzienlijke erfenis die hem was toegevallen. Uit die tijd stamt zijn verrassende roman Het afscheid van de wereld in drie dagen, 1926, die doortrokken is van een haast poëtische doodsdrift. Het genre roman heeft Van Vriesland daarna nooit meer beoefend. Zijn jeugdpoëzie is eerst in deze jaren bijeengebracht in Voorwaardelijk uitzicht, 1929. Zijn latere gedichten zijn in Herhalingsoefeningen opgenomen, in 1935 en Vooronderzoek, in 1946.
Van Vriesland raakte in het interbellum bevriend met talloze Nederlandse literaire en artistieke grootheden, zoals Dick Binnendijk, J.C. Bloem, Menno ter Braak, Hendrik Marsman, Adriaan Roland Holst en Charley Toorop.

### Redacteur
Zijn vermogen was door de beurskrach van 1929 vrijwel geheel verloren gegaan, zodat Van Vriesland genoodzaakt was zelf in zijn levensonderhoud te voorzien: hij werd criticus bij de Nieuwe Rotterdamsche Courant. In deze periode ontstond een verhouding met de 23 jaar jongere Tonny van der Horst, met wie hij in 1935 trouwde. Zijn krantenkronieken uit de NRC-tijd zijn gebundeld in twee delen Onderzoek en vertoog (1958). Ook was hij in die jaren medewerker van diverse literaire tijdschriften en onder meer redacteur van Forum, het blad van Ter Braak en Du Perron. In 1938 vertrok hij bij de NRC en werd voor korte tijd eindredacteur van De Groene Amsterdammer.

### Tweede Wereldoorlog
Samen met Emmy van Lokhorst stelde hij het Boekenweekgeschenk 1941 Novellen en gedichten samen, dat naar het oordeel van de Duitse bezetters niet "arisch" genoeg was, zodat het na één dag uit de boekhandel verwijderd werd.
Als jood moest Van Vriesland in de Tweede Wereldoorlog onderduiken. Dat gebeurde aanvankelijk in februari 1941 in de Valeriuskliniek te Amsterdam, met hulp van psychiater Paul Hugenholtz, toen getrouwd met Emmy van Lokhorst. Dezelfde maand vertrok hij naar Bergen en woonde aanvankelijk in bij Johan van der Woude.
Hij kreeg van laatstgenoemde, die redacteur was van de Prominentenreeks van de uitgeverij L.J. Veen, de opdracht Caliste van Belle van Zuylen te vertalen en daarbij een biografische inleiding te schrijven. Het boek verscheen in 1942 als De geschiedenis van Caliste voorzien van het pseudoniem 'Mr. J.C. Bloem'.
Nadat Joden op last van de bezetter eind augustus 1942 de kuststrook moesten verlaten, kreeg Van Vriesland vijf maanden uitstel door zijn gemengde huwelijk en onstabiele gezondheid (astma en geestelijke labiliteit). In februari 1943 bracht een verhuiswagen hem naar een huurhuis aan de Postjeskade in Amsterdam. Na een anonieme telefonische waarschuwing kon hij vluchten voor een inval van de bezetters. Hij zwierf daarna door Amsterdam en logeerde bij Hans Keuls, Kiekie Droogleever Fortuyn (Vasalis), Cees Kelk in Broek in Waterland en bij Jeanne van Schaik-Willing. Daarna dook hij onder in 1943 bij de Zwolse advocaat Harro Bouman en diens vrouw Carina. (In de trein vanaf Amsterdam begeleid door Gisèle van Waterschoot van der Gracht en Wolfgang Frommel). Tijdens de oorlog nam dit Zwolse echtpaar vele onderduikers en vluchtelingen op. Na een razzia vluchtte Van Vriesland via de buren naar een onderduikplek in Dalfsen waar hij tot het eind van de oorlog bleef.

### Activiteiten na de oorlog

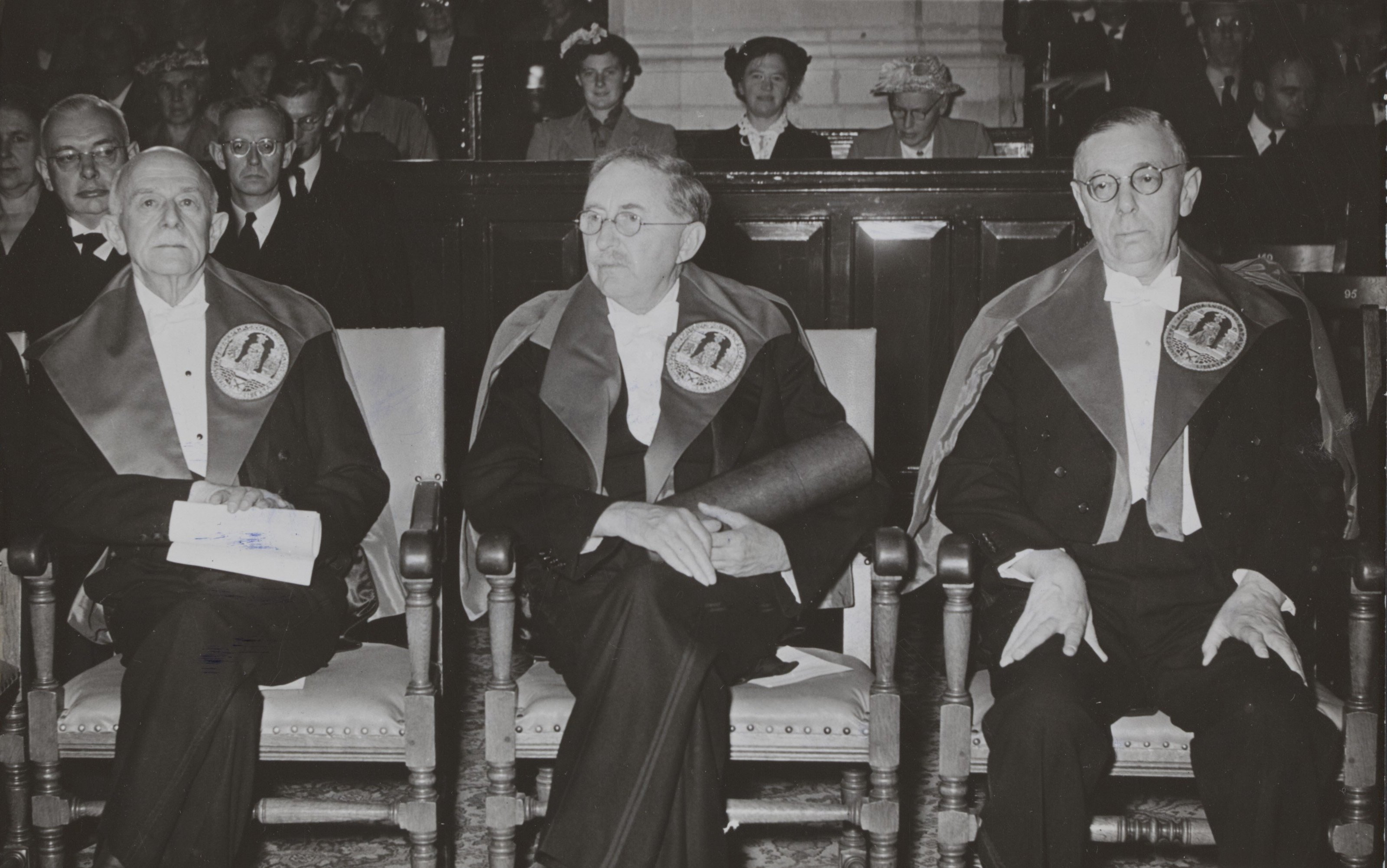
Van Vriesland (rechts) ontvangt Leids eredoctoraat (1954). Midden: E.M. Forster, links: Jean Schlumberger

Na de oorlog gingen Van Vriesland en zijn vrouw Tonny uiteen. In 1946 diende zich een opvolgster aan in de lerares Anna Maria Baan, een verbintenis waaruit twee kinderen voortkwamen (Aline en Johan). In 1952 trouwde de schrijver voor de vierde en laatste maal, nu met de actrice Adrienne Canivez, uit een eerder huwelijk moeder van Binne en Germaine Groenier. Tegen deze achtergrond ontwikkelde zich de letterkundige loopbaan van Van Vriesland verder. In 1945 werd hij voorzitter van de Nederlandse afdeling van de PEN-club, een functie die hij tot 1969 zou uitoefenen. Van 1962 tot 1965 was hij tevens voorzitter van de internationale PEN.
 Zijn bloemlezing Spiegel van de Nederlandse poëzie door alle eeuwen, nog voor de oorlog verschenen, beleefde een aantal herdrukken en werd in 1953 met een tweede, in 1954 met een derde deel uitgebreid. Van betekenis is voorts zijn filosofisch essay Grondslag van verstandhouding (1946).

Na het eredoctoraat van de Universiteit Leiden, hield hij daar twee jaar lang colleges, die zijn gepubliceerd als Het werkelijkheidsgehalte in de letterkunde.

In de jaren zestig werd de figuur Van Vriesland bij het grote publiek vooral bekend door zijn optreden in het televisieforum Hou je aan je woord, waaraan, onder leiding van de Belg Karel Jonckheere, onder meer Godfried Bomans, Harry Mulisch, Hella Haasse en Ankie Peypers deelnamen.

Victor van Vriesland overleed twee dagen na zijn 82e verjaardag, op 29 oktober 1974.

## Vertalingen
- Lion Feuchtwanger, Macht, Amsterdam, Querido, 1927 (Herdruk als: Süsz, de Jood, Amsterdam, De Arbeiderspers, 1939).
- Rainer Maria Rilke, Het lied van liefde en dood van de cornet Christoffel Rilke, Maastricht A.A.M. Stols, 1930.
- Marcel Schwob, De kinderkruistocht, Maastricht, A.A.M. Stols, 1931.
- Jean Giraudoux, De amoureuze vergissing, Amsterdam, Bigot en van Rossum, 1940.
- Anoniem Oud Frans gedicht/Maria legende uit de 13e eeuw, De potsenmaker van Onze Lieve Vrouwe, Amsterdam, Bigot en van Rossum, 1941.
- Belle van Zuylen (Madame de Charrière), De geschiedenis van Caliste, Amsterdam, L.J. Veen, 1942.
- Gustave Flaubert, De legende van Sint Julianus den gastvrije, Amsterdam, Contact, 1945.
- Algernon Swinburne, Chastelard: tragedie, Amsterdam, Querido, 1946.
- Franz Grillparzer, De arme speelman, Amsterdam, De Wereld Bibliotheek-vereniging, 1958.
- Archibald MacLeish, J.B.: versdrama in twee bedrijven, 's Gravenhage, Boekencentrum, 1959.
- Abraham Horodisch, De legende van Rabbi Elia den eenvoudige, Amsterdam, De Wereld Bibliotheek-vereniging, 1960.
- Jean Racine, Procederen: komedie in drie bedrijven, Amsterdam, De Wereld Bibliotheek-vereniging, 1961.
- Heinrich Böll, De weggooier, Amsterdam, De Wereld Bibliotheek-vereniging, 1961.
- Albert Camus, Caligula, Amsterdam, De Bezige Bij, 1966.

## Prijzen
- 1951 - Prijs van de Stichting Kunstenaarsverzet 1942-1945 voor Drievoudig verweer
- 1954 - Eredoctoraat in de Nederlandse letteren en wijsbegeerte van de Universiteit Leiden
- 1958 - Constantijn Huygensprijs voor zijn gehele oeuvre
- 1960 - P.C. Hooft-prijs voor zijn gehele oeuvre
- 1960 - Prix des Amitiés françaises
- Officier in de Orde van Leopold II
- Officier in de Orde van Oranje Nassau
- Ridder in het Legioen van Eer
- Officier in de Orde van de Nederlandse Leeuw

## Trivia
- Op het Oorlogsmonument Zwolle en het Provinciaal verzetsmonument Overijssel zijn dichtregels van Victor van Vriesland aangebracht:

```
Gedenkt het leed, maar niet om stil te staan.
Gedenkt de schande, maar om voort te gaan.
1940 Aan hen die vielen 1945
```

- In Rotterdam is een straat naar hem genoemd.